# Platero i jo
Platero i jo (títol original en castellà Platero y yo) és una narració lírica en castellà escrita per Juan Ramón Jiménez, publicada el 1913, que recrea poèticament la vida i mort del burro Platero. El primer paràgraf n'és molt cèlebre:
| « | (castellà) Platero es pequeño, peludo, suave; tan blando por fuera, que se diría todo de algodón, que no lleva huesos. Sólo los espejos de azabache de sus ojos son duros cual dos escarabajos de cristal negro. Lo dejo suelto y se va al prado y acaricia tibiamente con su hocico, rozándolas apenas, las florecillas rosas, celestes y gualdas... Lo llamo dulcemente: ¿Platero?, y viene a mí con un trotecillo alegre, que parece que se ríe, en no sé qué cascabeleo ideal... | » |

El llibre està constituït per breus capítols que no guarden un ordre temàtic entre si i que responen a impressions, sensacions i records de Moguer durant l'etapa infantil de Jiménez. Apareix com un diari on es detallen els aspectes més interessants de la realitat, del pensament i del sentiment de l'autor; no obstant això, ni és un diari ni un llibre autobiogràfic, sinó una selecció d'històries preses d'un mateix ambient real i triades d'entre els múltiples records del passat.
L'Editorial Carena en publicà l'any 2014 una traducció al català.

## Història
La primera edició fou publicada el 1914 (Ediciones de la lectura) amb 136 pàgines, i el 1917 se'n publicà l'edició completa, composta per 138 capítols en 142 pàgines (Editorial Calleja, Madrid). Quedava explícit que Platero era un text adult, malgrat que per la seva senzillesa i transparència s'adeqüés perfectament a la imaginació i al gust dels nens. Alguns capítols contenien una certa crítica social, revelant una dimensió de l'autor que molts van trigar a advertir. El mateix Juan Ramón Jiménez, en un «prologuet» de l'edició, aclaria: «Jo mai he escrit ni escriuré res per a nens, perquè crec que el nen pot llegir els llibres que llegeix l'home, amb determinades excepcions que tothom sap».

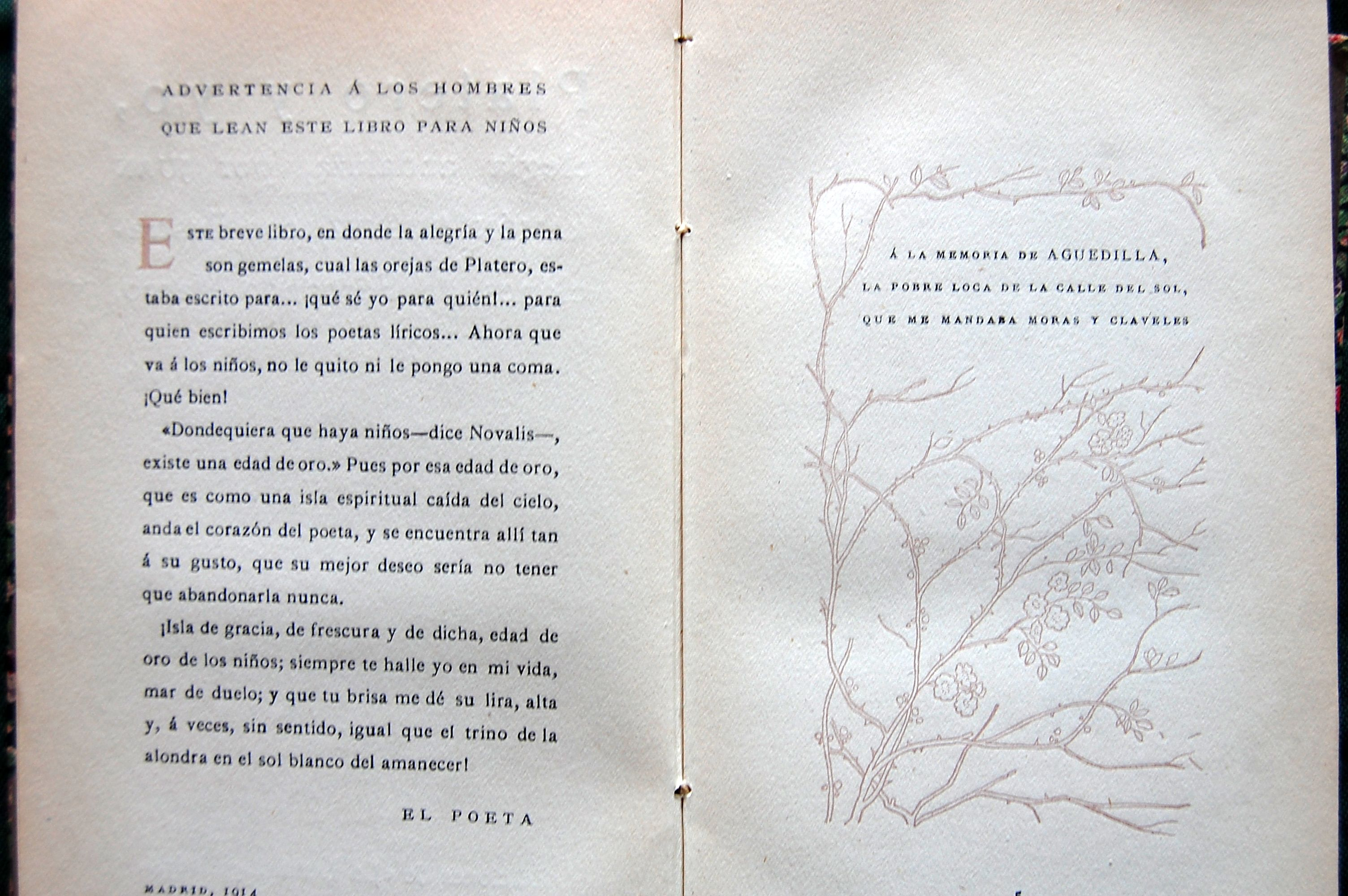
"Advertència" de Juan Ramón Jiménez

El poeta tenia la intenció d'ampliar el text fins als 190 capítols; de fet, n'existeixen tres d'addicionals escrits en la dècada de 1920. Jiménez planejà també una segona part, anomenada Una altra vida de Platero, de la qual fins i tot en va esbossar alguns títols. Fou un projecte que, com el de publicar Platero i jo en quaderns solts, no arribà mai a veure la llum.
El llibre es troba dedicat «a la memòria d'Aguedilla, la pobra boja del carrer del Sol que m'enviava móres i clavells».

## Estil
El text es caracteritza per ser ric i abundant en el vocabulari i inventar paraules; treu el cap l'andalusisme amb un lèxic local; abunda la figura retòrica de la imatge en la forma de la comparació o de la metàfora; abunda l'adjectiu i usa la interrogació retòrica, l'admiració i els punts suspensius.
| « | (castellà) Por la cuadra en silencio, encendiéndose cada vez que pasaba por el rayo de sol de la ventanilla, revolaba una bella mariposa de tres colores... | » |